# Follansbee
Follansbee is een plaats (city) in de Amerikaanse staat West Virginia, en valt bestuurlijk gezien onder Brooke County.

## Demografie
Bij de volkstelling in 2000 werd het aantal inwoners vastgesteld op 3115.
In 2006 is het aantal inwoners door het United States Census Bureau geschat op 2919, een daling van 196 (-6.3%).

## Geografie
Volgens het United States Census Bureau beslaat de plaats een oppervlakte van
5,4 km², waarvan 4,6 km² land en 0,8 km² water.

## Plaatsen in de nabije omgeving
De onderstaande figuur toont nabijgelegen plaatsen in een straal van 8 km rond Follansbee.